# ابلو ميغلوري
ابلو ميغلوري (بالإسبانية: Pablo Migliore)‏ (27 يناير 1982 ببوينس آيرس في الأرجنتين - ) هو لاعب كرة قدم أرجنتيني في مركز حراسة المرمى. لعب مع أرجنتينوس جونيورز وبنيارول وبوكا جونيورز ونادي دينامو زغرب ونادي راسينغ ونادي سان لورينزو وهوراكان ونادي ألميرانته براون وDeportivo Madryn ‏.

## روابط خارجية
- ابلو ميغلوري على موقع قاعدة بيانات كرة القدم.إي يو (الإنجليزية)
- ابلو ميغلوري على موقع Soccerway.com (الإنجليزية)